# Sjö-Gunnarsbo sanatorium

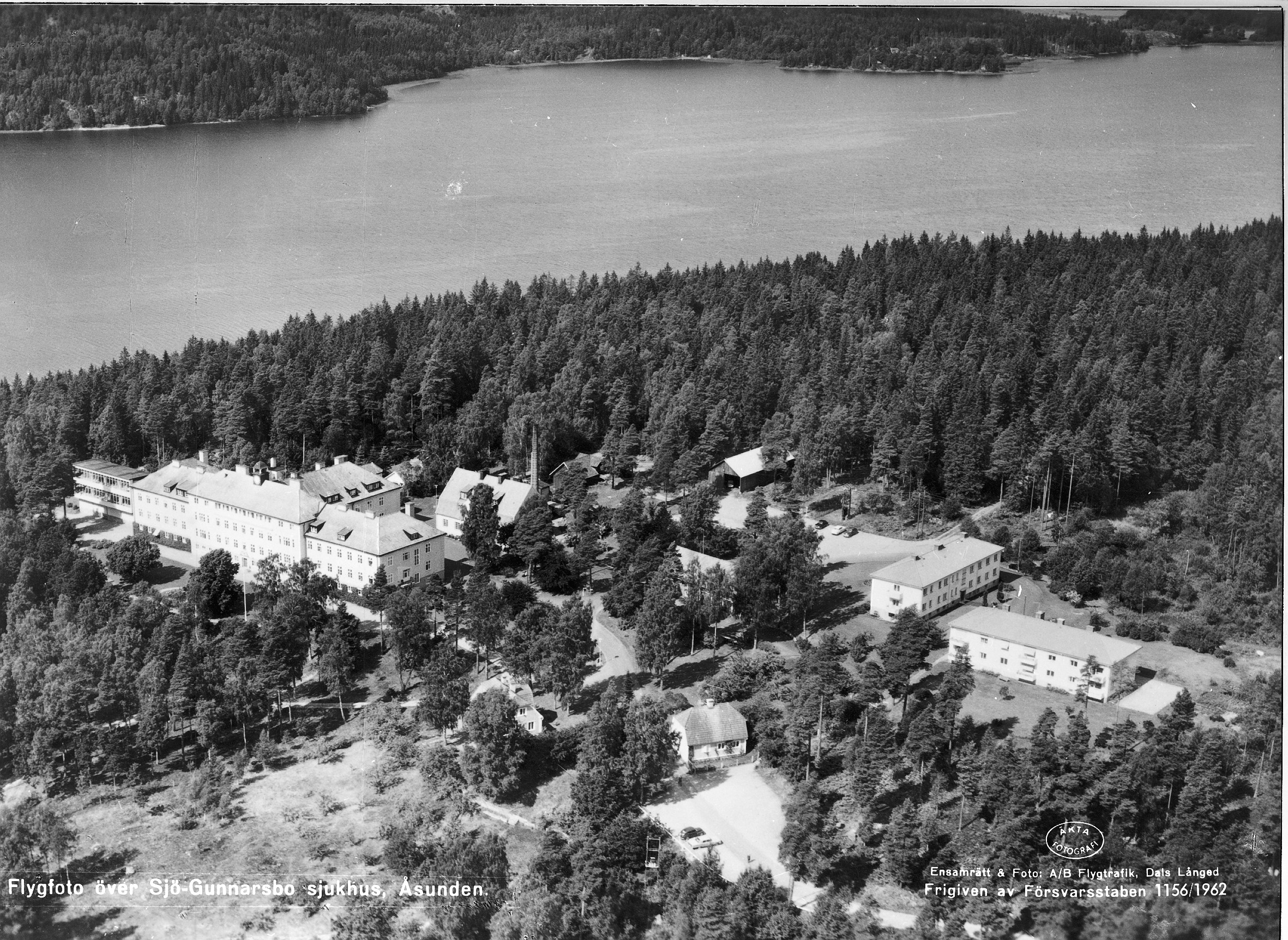
Sjögunnarsbo sanatorium 1962

Sjö-Gunnarsbo sanatorium var ett sanatorium i Marbäcks socken i nuvarande Ulricehamns kommun. Det låg cirka 5 kilometer söder om staden/tätorten Ulricehamn och tillhörde Älvsborgs läns landsting. Anläggningen hade ritats av arkitekten Ivar Tengbom, hade 120 vårdplatser  och invigdes 1916.
Sedan sanatoriedriften avvecklats på 1970-talet, användes byggnaderna som sjukhem, hälsohem och äldreboende. Anläggningen såldes 1998 till Ulricehamns kommun, som sålde dem vidare till Weland stål. Lokalerna hade en längre tid stått tomma då anläggningen förstördes i en brand natten till den 22 juli 2018. Resterna har sedan rivits.
Sjö-Gunnarsbo sanatorium kunde nås med tåg till Åsundens station på Västra Centralbanan, en normalspårig järnväg, som förband Falköping och Ulricehamn med Limmared på Kust till kust-banan och Landeryd på järnvägslinjen Halmstad–Nässjö